# Argynnis thalassata
Argynnis thalassata är en fjärilsart som beskrevs av Hans Fruhstorfer 1908. Argynnis thalassata ingår i släktet Argynnis och familjen praktfjärilar. Inga underarter finns listade i Catalogue of Life.